# 사카키촌 (아키타현)
사카키촌 (榊村)은 아키타현 야마모토군에 설치되었던 촌이다.